# Queliceria discrepantis
Queliceria discrepantis är en spindelart som beskrevs av González-Sponga 2003. Queliceria discrepantis ingår i släktet Queliceria och familjen dallerspindlar.
Artens utbredningsområde är Venezuela. Inga underarter finns listade i Catalogue of Life.